# Lysandra semiarcuata-semi-i-nigrum
Lysandra semiarcuata-semi-i-nigrum är en fjärilsart som beskrevs av Bright och Leeds 1938. Lysandra semiarcuata-semi-i-nigrum ingår i släktet Lysandra och familjen juvelvingar. Inga underarter finns listade i Catalogue of Life.